# Tron: Betrayal
Tron: Betrayal é uma história em quadrinhos lançada pela Marvel Comics em duas edições, baseada na série cinematográfica Tron. A história serve de prelúdio para o segundo filme da série, Tron: O Legado. Em outubro de 2010, as duas edições foram disponibilizadas para venda, com uma edição única em trade paperback vindo a ser lançada no mês seguinte.

## Enredo
Betrayal existe como uma ponte entre o primeiro e segundo filme da franquia, com sua história focando em Kevin Flynn, que se tornou chefe da companhia ENCOM em 1983 e remodelou o mundo digital por ele explorado, formando uma nova Grade. A narrativa explora a fundo como Flynn tenta encontrar uma balança entre seu papel como chefe da ENCOM e sua vida pessoal turbulenta, já que Jordan, sua esposa, morre pouco depois de dar à luz seu único filho - Sam. Isso tudo no mundo real, pois novos desafios tomam seu tempo na Grade com a descoberta dos ISOs, uma raça de programas que surgiram espontaneamente.
Para ajudar na manutenção do mundo virtual, Flynn cria Clu, um programa à sua imagem com a diretriz de criar o mundo perfeito. Contudo, Clu começa a se irritar com certa preferência de Flynn pelo mundo fora do computador e com a suposta imperfeição que os ISOs agregam à Grade. Como que num golpe, o programa toma o controle do ambiente virtual e impede que Flynn saia dele - tema central em Tron: O Legado.